# AI Shōgi 3
 (juin 2023).
Si vous disposez d'ouvrages ou d'articles de référence ou si vous connaissez des sites web de qualité traitant du thème abordé ici, merci de compléter l'article en donnant les références utiles à sa vérifiabilité et en les liant à la section « Notes et références ».
AI Shōgi 3 (AI将棋3) est un jeu vidéo de réflexion sorti en 1998 sur Nintendo 64. Le jeu a été développé par Something Good et édité par ASCII Corporation.